# Otto Schreier
Otto Schreier   (Viena, 3 de març de 1901 - Hamburg, 2 de juny de 1929) va ser un matemàtic jueu austríac.

## Vida i Obra
Schreier era fill d'un conegut arquitecte vienès de família jueva. Després de fer els estudis secundaris a un prestigiós institut de Viena, va ingressar el 1919 a la universitat de Viena per estudiar matemàtiques i va tenir com a professors Furtwängler, Wirtinger i Hahn. Sota la direcció del primer, va defensar la seva tesi doctoral, sobre teoria de grups, el 1923. Aquest tema de la teoria de grups, el va fascinar tota la seva curta vida.
A partir de 1923 va estar a la universitat d'Hamburg fent recerca i docència al Seminari Matemàtic dirigit per Wilhelm Blaschke i Erich Hecke. El 1926 va obtenir la habilitació per a la docència i el 1928 va ser nomenat professor de la universitat de Rostock, càrrec que va compatibilitzar uns mesos amb el d'Hamburg, fins que va caure malalt el desembre de 1928. Va morir uns mesos després per una septicèmia amb només 28 anys. La seva esposa, Edith Jakoby, estava embarassada i la seva filla, Irene, va néixer després d'haver mort ell. Ambdues van aconseguir fugir d'Alemanya el 1939 i es van establir als Estats Units, on la seva filla es va casar amb el matemàtic Dana Scott. Tota la resta de la seva família, pares, oncles, etc. van morir víctimes de l'holocaust.
Les influències més importants en la obra de Schreier van ser les de Kurt Reidemeister i d'Emil Artin. Les seves aportacions va ser molt importants en l'estudi dels grups finits, dels grups lliures i dels grups de Lie.